# Elsterien
| Indeling van het Pleistoceen                                                                                             | Indeling van het Pleistoceen | Indeling van het Pleistoceen | Indeling van het Pleistoceen | Indeling van het Pleistoceen | Indeling van het Pleistoceen |
| Internationaal | Internationaal               | Internationaal               | Noordwest-Europa             | Noordwest-Europa             | Noordwest-Europa             |
| Serie | Subserie                     | Etage                        | Super-etage                  | Etage                        | Tijd (Ma)                    |
| --- | ---------------------------- | ---------------------------- | ---------------------------- | ---------------------------- | ---------------------------- |
| Holoceen | Vroeg                        | Greenlandien                 | Holoceen                     | Holoceen                     | jonger                       |
| Pleistoceen | Laat                         | (onbenoemd)                  | (onbenoemd)                  | Weichselien                  | 0,116 - 0,0117               |
| Pleistoceen | Laat                         | (onbenoemd)                  | (onbenoemd)                  | Eemien                       | 0,126 - 0,116                |
| Pleistoceen | Midden                       | Chibaien                     | (onbenoemd)                  | Saalien                      | 0,238 - 0,126                |
| Pleistoceen | Midden                       | Chibaien                     | (onbenoemd)                  | Oostermeer                   | 0,243 - 0,238                |
| Pleistoceen | Midden                       | Chibaien                     | (onbenoemd)                  | (onbenoemd)                  | 0,324 - 0,243                |
| Pleistoceen | Midden                       | Chibaien                     | (onbenoemd)                  | Belvédère                    | 0,338 - 0,324                |
| Pleistoceen | Midden                       | Chibaien                     | (onbenoemd)                  | (onbenoemd)                  | 0,386 - 0,338                |
| Pleistoceen | Midden                       | Chibaien                     | (onbenoemd)                  | Holsteinien                  | 0,418 - 0,386                |
| Pleistoceen | Midden                       | Chibaien                     | (onbenoemd)                  | Elsterien                    | 0,465 - 0,418                |
| Pleistoceen | Midden                       | Chibaien                     | Cromerien                    | diverse etages               | 0,850 - 0,465                |
| Pleistoceen | Vroeg                        | Calabrien                    | Cromerien                    | diverse etages               | 0,850 - 0,465                |
| Pleistoceen | Vroeg                        | Calabrien                    | Bavelien                     | diverse etages               | 1,07 - 0,85                  |
| Pleistoceen | Vroeg                        | Calabrien                    | Menapien                     | diverse etages               | 1,20 - 1,07                  |
| Pleistoceen | Vroeg                        | Calabrien                    | Waalien                      | diverse etages               | 1,45 - 1,20                  |
| Pleistoceen | Vroeg                        | Calabrien                    | Eburonien                    | diverse etages               | 1,80 - 1,45                  |
| Pleistoceen | Vroeg                        | Gelasien                     | Tiglien                      | diverse etages               | 2,40 - 1,80                  |
| Pleistoceen | Vroeg                        | Gelasien                     | Pretiglien                   | diverse etages               | 2,58 - 2,40                  |
| Plioceen |                              | Piacenzien                   | Reuverien                    |                              | ouder                        |
| Tabel 1 - Indeling van het Pleistoceen Blauwe vakken: Glaciaal of Stadiaal - Roze vakken: Interglaciaal of Interstadiaal |                              |                              |                              |                              |                              |

Het geologisch tijdvak Elsterien (Vlaams: Elsteriaan), een etage van de serie Pleistoceen, duurde van 465 tot 418 ka geleden. Het Elsterien is een glaciaal dat volgt op de Cromerien super-etage en gaat vooraf aan het Holsteinien (interglaciaal).

## Naamgeving
Het Elsterien is vernoemd naar de rivier de Weiße Elster in Duitsland.
Het stratotype van het Elsterien met de 'Lauenburger Ton' ligt in de omgeving van de Duitse plaats Voigtstedt.

## Glaciaal
Tijdens het Elsterien bereikte het Scandinavisch landijs het Noorden van Nederland. Het is onduidelijk of de gletsjers Nederland daadwerkelijk bereikt hebben: er is slechts één twijfelachtig stuk keileem aangetroffen in een boring in Noord-Nederland. Er zijn uit Nederland ook geen duidelijke glaciale stuwingsverschijnselen uit deze periode bekend. Het meest opvallend zijn de tunneldalen. Dit zijn zeer diepe (tot ongeveer maximaal 400 meter diepe) U-vormige dalen die verder gekenmerkt worden doordat de dalbodem aan beide uiteinden van het dal ondieper wordt, dus omhoog komt. Hieruit blijkt dat de dalen niet simpel te verklaren zijn uit stromend water wat zich van hoog naar laag bewoog. De tunneldalen worden vaak verklaard door aan te nemen dat zij geheel onder de gletsjer lagen, of gedeeltelijk onder, gedeeltelijk buiten de rand van de ijskap. Zij zouden gevormd zijn doordat de zeer grote druk die onder de ijskap heerste plaatselijk minder werd waardoor het met smeltwater verzadigde sediment in beweging kwam en zich als drijfzand verplaatste naar de plek met de minste druk.

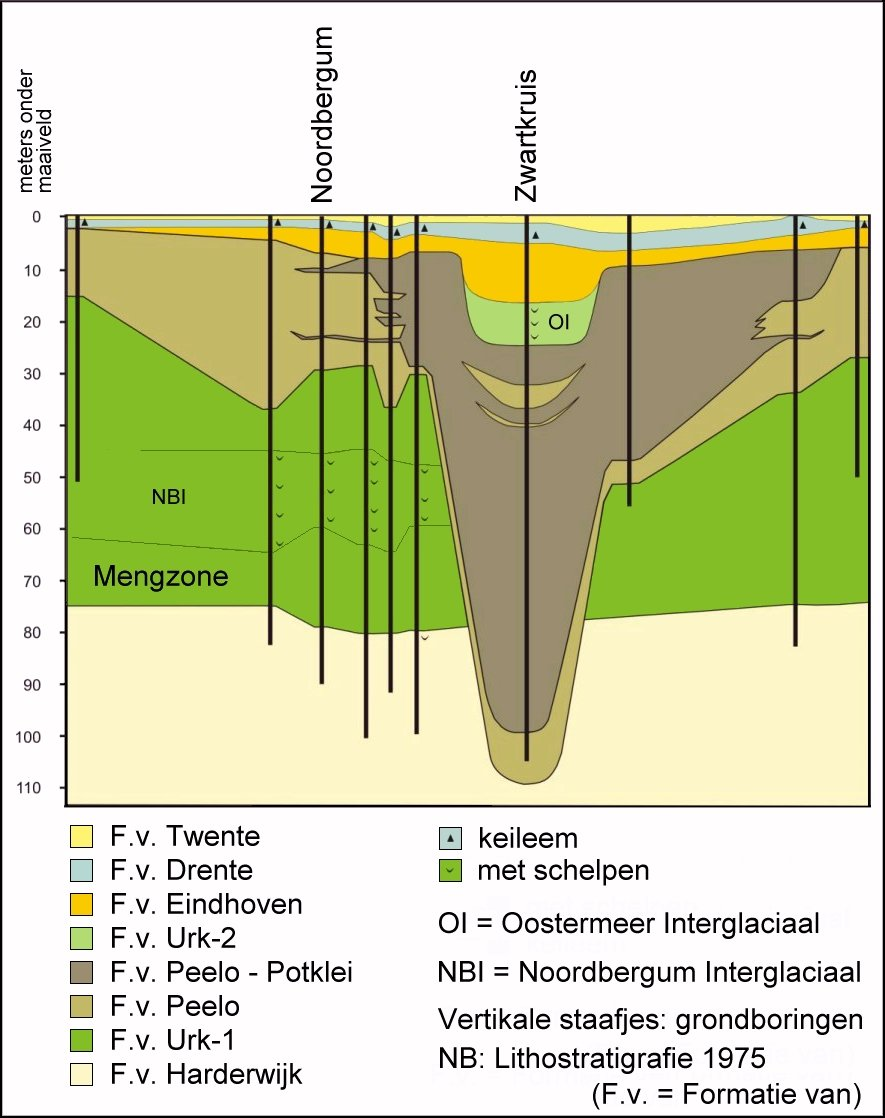
Geologisch profiel door het tunneldal bij Noordbergum
Let op: hier is de oude lithostratigrafie gebruikt

Sommige tunneldalen zijn gevuld met een uniform zandig tot siltig sediment waarin verspoelde mariene mollusken van Miocene, Pliocene en Vroeg Pleistocene ouderdom aanwezig zijn. Ook wordt veel pollen van Tertiaire plantensoorten aangetroffen. Dit duidt op grootschalige erosie van afzettingen van deze ouderdom tijdens de periode van opvulling. Andere dalen zijn geheel of gedeeltelijk gevuld met enorm dikke, zeer compacte, zwartbruine kleilagen die vaak een warven gelaagdheid vertonen. De bruinzwarte kleur is afkomstig van humus en fijne plantenresten die mogelijk afkomstig zijn van de afbraak van Tertiaire bruinkool afzettingen in Noord-Duitsland en Polen. De compactheid is in feite overcompactie die ontstaan is doordat de eerst nog waterrijke kleien ingeklonken zijn en later door een gletsjer (waarschijnlijk die uit het Saalien) nog eens verder zijn samengedrukt. De warven duiden op seizoensgewijze afsmelting van gletsjers. De warvenklei is waarschijnlijk afgezet in een zeer groot pro-glaciaal smeltwatermeer dat langs de gehele rand van de landijskap aanwezig zal zijn geweest. De tunneldalen fungeerden daarbij als een sink.
De tunneldalen komen voor in de Noordzee, Nederland, Noord-Duitsland en Polen en vertonen een kenmerkende voorkeursrichting. Vergelijkbare tunneldalen zijn ook, maar minder groot, bekend uit het Saalien. Deze systemen hebben een voorkeursrichting die de voorkeursrichting van de Elsterien tunneldalen kruist. Deze richtingen hebben waarschijnlijk te maken met de richting van de rand van de ijskap die in beide glacialen verschilde.

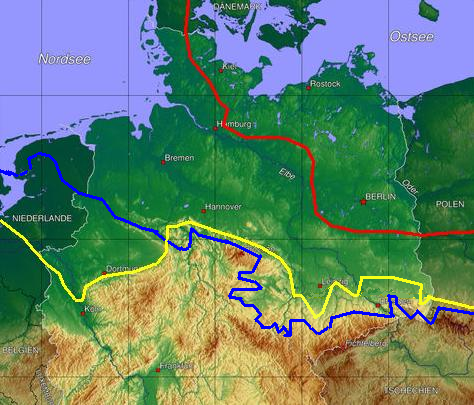
Maximale uitbreidingen van het Scandinavische landijs tijdens drie verschillende glacialen. Rode lijn: Weichselien; Gele lijn: Saalien; Blauwe lijn: Elsterien

In Nederland behoren de sedimenten in de tunneldalen (en de sedimenten daarbuiten die erraan gerelateerd zijn) tot de Formatie van Peelo. De compacte zwarte lacustro-glaciale kleien worden potklei genoemd en behoren eveneens tot deze formatie. De potklei wordt beschouwd te correleren met de zogeheten 'Lauenburger Ton' uit Noord-Duitsland.
Er is geen overeenstemming over de tijdsduur van de opvulling van de tunneldalen. De meest aangehangen opinie is dat de dalen ontstaan én opgevuld zijn tijdens één glaciaal, het Elsterien. Echter, er zijn argumenten die aannemelijk maken dat er meer dan één glaciaal-interglaciaal cyclus voor nodig was voordat de dalen opgevuld waren.
Een vrij goed onderzocht Nederlands tunneldal ligt in de provincie Friesland bij het dorp Noordbergum. Hier snijdt het dal zich in in marien-estuariene sedimenten die in het Noordbergum Interglaciaal (het vierde interglaciaal van het Cromerien) geplaatst worden. Het dal zelf is opgevuld met potklei die mogelijk in twee fasen is afgezet. De potklei vertoont aan de bovenkant een depressie (mogelijk veroorzaakt door klink van de dikke onderliggende kleilagen) die is opgevuld met mariene sedimenten uit het Oostermeer Interglaciaal. Deze sedimenten worden vervolgens bedekt door lokale stuifzanden uit het Saalien waarboven de keileem uit het Saalien ligt.

## Correlatie
Het Elsterien wordt vaak gecorreleerd met het Alpiene Mindel Glaciaal. Recent onderzoek heeft echter uitgewezen dat dit Alpiene glaciaal veel ouder is dan werd aangenomen waardoor een gelijke ouderdom met het Elsterien niet mogelijk kan zijn. Het Elsterien wordt ook gecorreleerd met het Britse Anglian. Dit lijkt nog steeds een houdbare correlatie. Er bestaat echter wel onenigheid over de vraag of de ijskappen van het Anglian en het Elsterien in het Noordzeegebied aan elkaar vast gezeten hebben.

## Koude laat glaciale zee

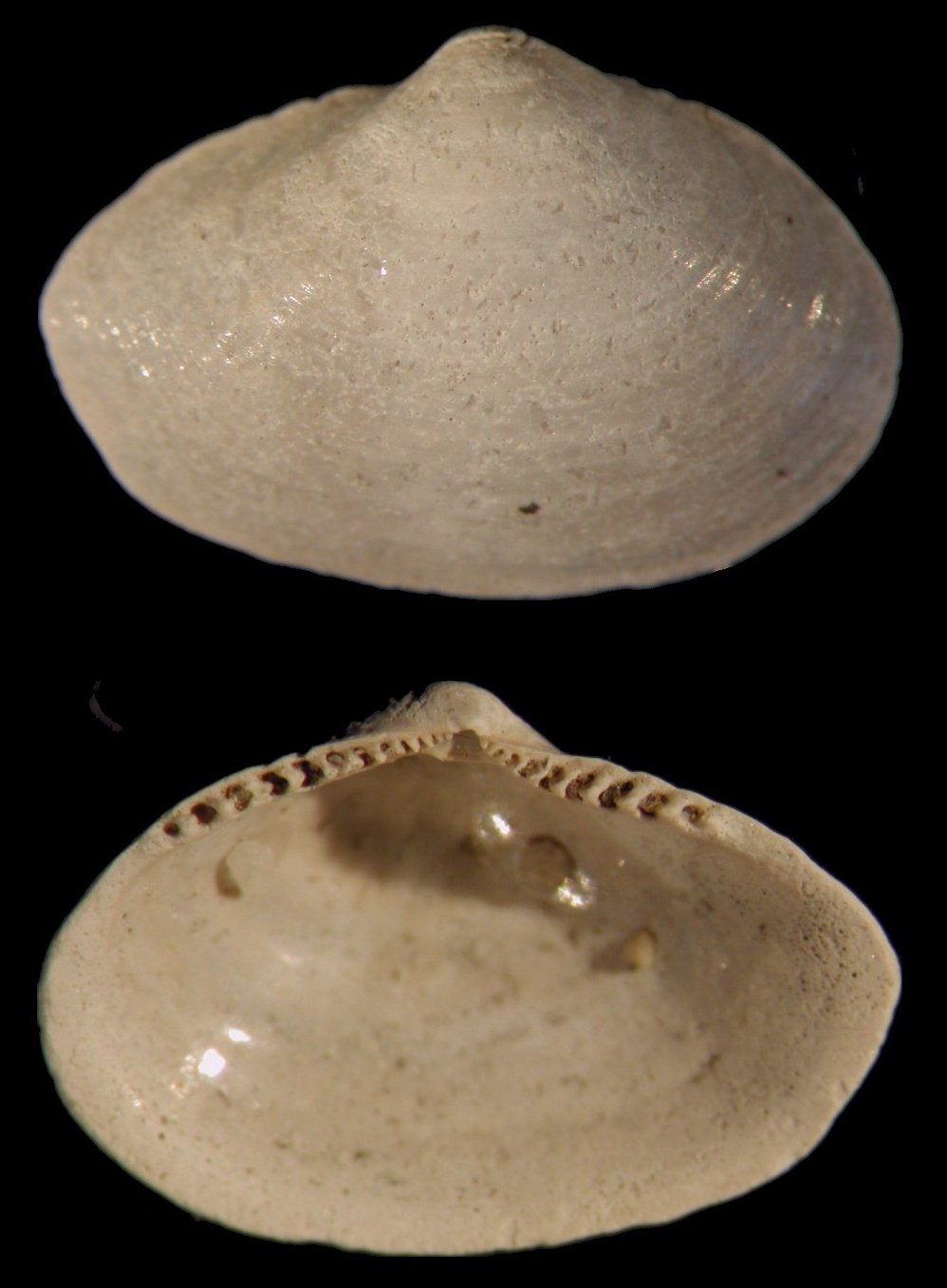
Portlandia arctica

Als gevolg van het gewicht van de ijskap werd de aardkorst naar beneden geduwd. Bij het afsmelten van het ijs aan het eind van het glaciaal viel het gewicht weg en begon de aardkorst weer omhoog te komen. Door het afsmelten steeg ook de zeespiegel. De rijzende zeespiegel haalde op plaatsen die bij de rand van de ijskap gelegen waren en daardoor het diepst naar beneden geduwd waren, de omhoogkomende bodem in, waardoor deze gebieden door de zee overstroomd werden. Dat gebeurde terwijl het klimaat nog niet echt warm was en ook het zeewater door de grote toevoer van smeltwater van de nabijgelegen gletsjers erg koud was.
Dergelijke koude zeeën, waarin ook het zoutgehalte laag was, kwamen na verschillende glacialen (Elsterien, Saalien, en Weichselien) in het gebied van de huidige Oostzee en de Noordzee gedurende een relatief korte periode voor. Doordat de snelheid van de zeespiegelrijzing na verloop van tijd afnam terwijl de bodemrijzing nog doorging, trok de zee zich plaatselijk ook weer terug. De periode daarna laat een afname zien van de bodemrijzing, terwijl de stijging van de zeespiegel langzaam doorging. Op sommige plaatsen keerde de zee, maar nu met een 'warme' fauna weer terug. Op andere plaatsen die wel onder water bleven wordt de 'koude' fauna langzaam vervangen door een 'warme'. Weer andere plaatsen kenden alleen de koude fase en bleven daarna boven water. Welk van deze scenario's zich afspeelde was afhankelijk van waar de plaats zich ten opzichte van de ijskap bevond en hoe diep de bodem was neergeduwd. In deze koude zee leefde een arctische fauna die vooral door de molluskenfauna herkenbaar is. Naar de karakteristieke molluskenfauna werden deze kort bestaande koude zeeën Yoldiazee genoemd.

## Het Nauw van Calais
Het feit dat Groot-Brittannië tijdens onze huidige tijd een eiland is, betekent niet dat dit altijd zo geweest is. Bij lage zeespiegelstanden tijdens glacialen ligt een groot deel van de Zuidelijke Noordzee droog. Echter, ook tijdens vroegere perioden met zeespiegelstanden vergelijkbaar met de huidige, is Groot-Brittannië voor het grootste deel van het Kwartair met het vasteland van Europa verbonden geweest. De plek waar dat het geval was, lag bij het huidige Nauw van Calais of Straat van Dover. Geulpatronen in de bodem van het Kanaal lijken te bewijzen dat de smalle landbrug ooit catastrofaal moet zijn 'doorgebroken'. Het smeltwatermeer dat tijdens elk glaciaal in de Noordzee gelegen zal hebben, wordt als veroorzaker gezien. Als de Noordzijde van het meer door de landijskap geblokkeerd is, zal het stijgende smeltwater aan de zuidkant afgevoerd zijn.
Smeltwatergeulen die zich steeds dieper en ten slotte catastrofaal hebben ingesneden in de Dover-Calais landbrug zullen de oorzaak van het ontstaan van het Nauw van Calais zijn geweest. Als meest waarschijnlijke periode waarin dat gebeurd zal zijn, wordt het Elsterien gezien. Het smeltwatermeer moet om dit veroorzaakt te hebben, zeer groot geweest zijn. Het moet Nederland voor het grootste deel bedekt hebben en ook grote delen van Noord-Duitsland. Problematisch is dat, afgezien van de potklei in de tunneldalen, geen lacustriene sedimenten uit deze periode bekend zijn. De theorie verklaart het ontstaan van het Nauw van Calais, maar roept allerlei vragen op die vooralsnog onbeantwoord blijven. De meningen van de verschillende onderzoekers zijn dan ook verdeeld over de vraag of het werkelijk zo is gegaan.
1. ↑  Cohen et al. (2013)